# Cantó de Colobrieras
El cantó de Colobrieras és un cantó francès del departament de la Var, situat al districte de Toló. Té 3 municipis i el cap és Colobrieras.

## Municipis
- Bòrma dei Mimòsas
- Colobrieras
- Lo Lavandor

## Història
| Data d'elecció                           | Identitat        | Partit                     | Qualitat |
| ---------------------------------------- | ---------------- | -------------------------- | -------- |
| 1964-1970                                | Marius Dorie     | SFIO                       |          |
| 1970-1982                                | Louis Ravello    | SFIO, després PS           |          |
| 1982-1988                                | François Tézenas | UDF                        |          |
| 1988-1994                                | Louis Faedda     | Divers droite, després RPR |          |
| 2001-                                    | Albert Vatinet   | Divers droite              |          |
| les dades anteriors no són pas conegudes |                  |                            |          |
|                                          |                  |                            |          |

| 1962  | 1968  | 1975  | 1982  | 1990   | 1999   | 2006   |
| ----- | ----- | ----- | ----- | ------ | ------ | ------ |
| 6.671 | 7.412 | 8.026 | 9.445 | 11.730 | 13.369 | 14.522 |